# Calle de Villanueva
La calle de Villanueva es una vía de la ciudad de Madrid en el distrito de Salamanca. Comienza en el paseo de Recoletos y transcurre en línea recta hasta la calle de Alcalá (a la altura del número 111), en dirección oeste-este. Está dedicada a Juan de Villanueva, arquitecto de Carlos III, autor de edificios como el museo del Prado o el Observatorio Astronómico Nacional de España.

## Historia
Ocupando –según relata Pedro de Répide, erudito cronista de Madrid– el antiguo paraje de la aldea de Valnegral, en su tramo inicial, además del solar del palacio de Bibliotecas y Museos, en su perímetro más meridional, tuvo esta calle tapia con el jardín del antiguo palacio de Campo y luego de Santoña, y rebasada la calle de Villalar, la fachada del palacio de Pico de Velasco. El tramo a partir de la calle Velázquez es de urbanización muy posterior, pues estuvo ocupado por los efímeros jardines de los Campos Elíseos madrileños y las que fueran conocidas como calle del Tostado y calle de Llivia. Informa el citado cronista de que perteneció la calle de Villanueva a los antiguos barrios de la Biblioteca, el Conde de Aranda y Goya, bajo las parroquias de la Concepción, Santa Bárbara y San Jerónimo.
Entre 1936 y 1973, estuvo en esta calle el Frontón Recoletos, demolido para construir viviendas.

## Edificios notables
Toda la primera manzana del lado izquierdo de la calle queda demarcada por la verja de rejería del jardín que circunda los edificios del Museo Arqueológico Nacional y la Biblioteca Nacional de España. En su recorrido se encuentran asimismo la embajada de Mónaco y el lateral del Hotel Wellington con portal en el chaflán que forma con la calle de Velázquez. También se conserva en esta calle (a la altura del número 18) un ejemplo de los palacetes promovidos por el Marqués de Salamanca en el Ensanche, según proyecto de Cristóbal Lecumberri, construidos entre 1865 y 1870. Así mismo, en el número 30, se encuentra la sucursal 01 del servicio de Correos de la capital de España.

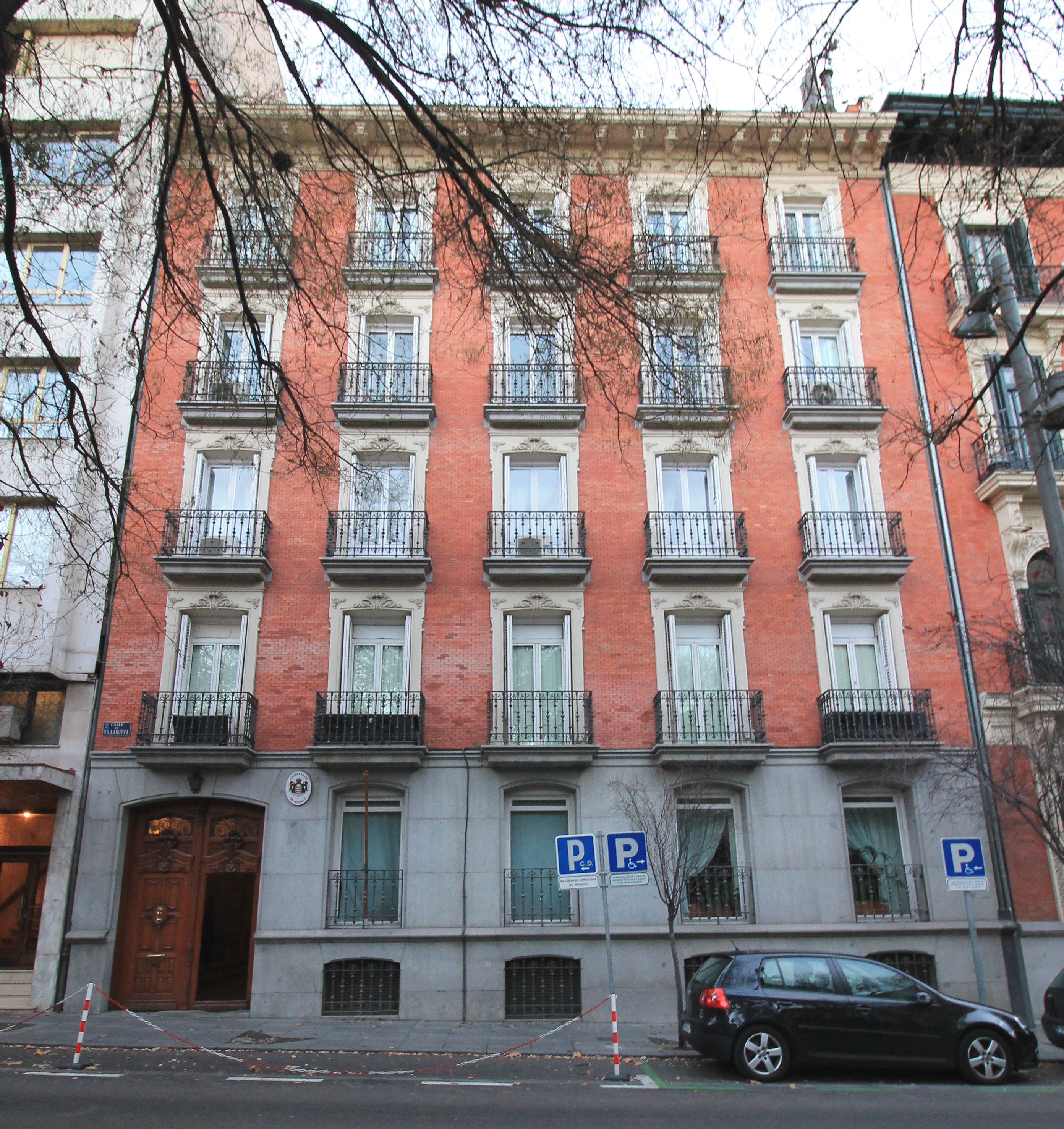
Núm. 12 (embajada de Mónaco)
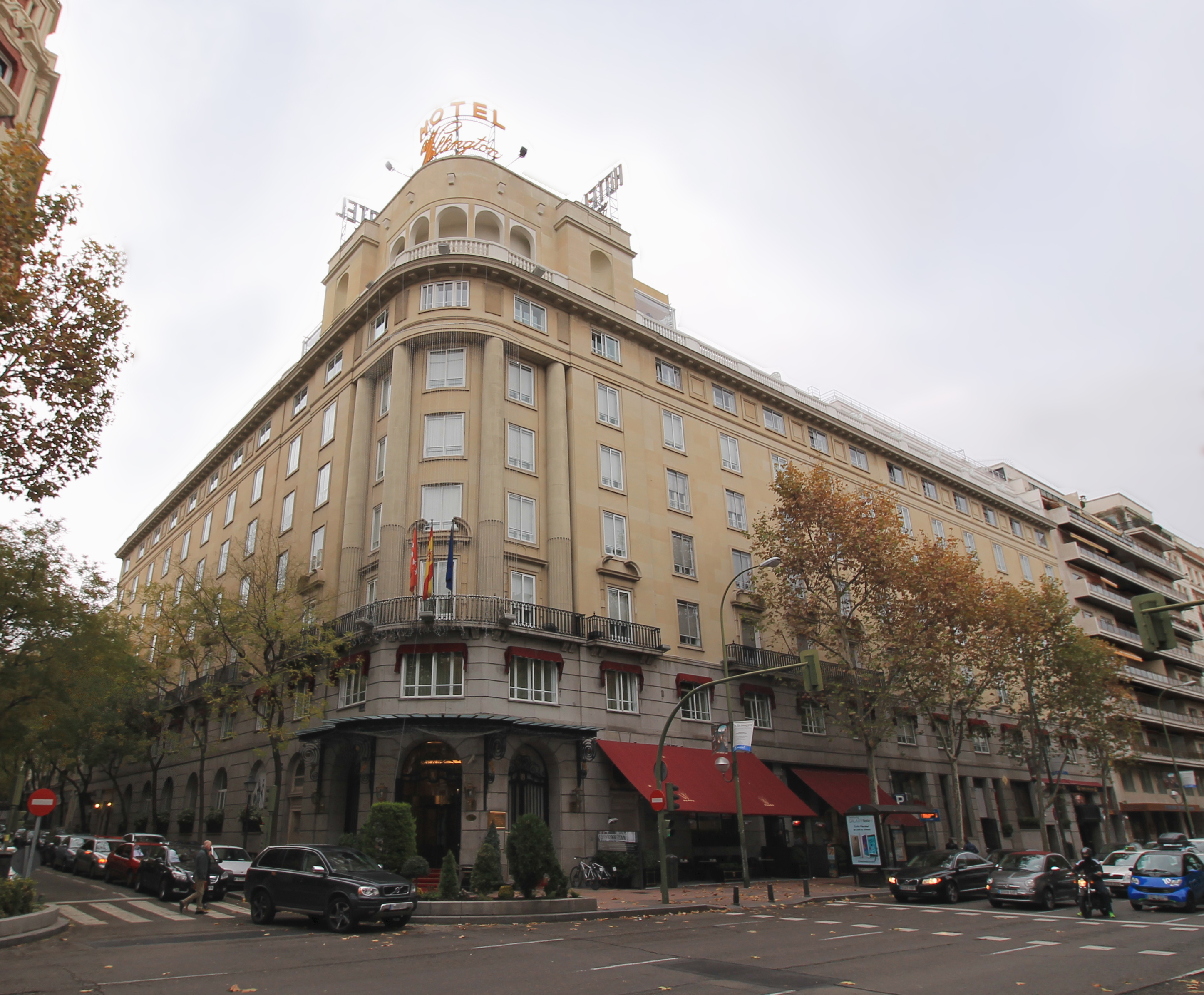
Hotel en la esquina de Velázquez
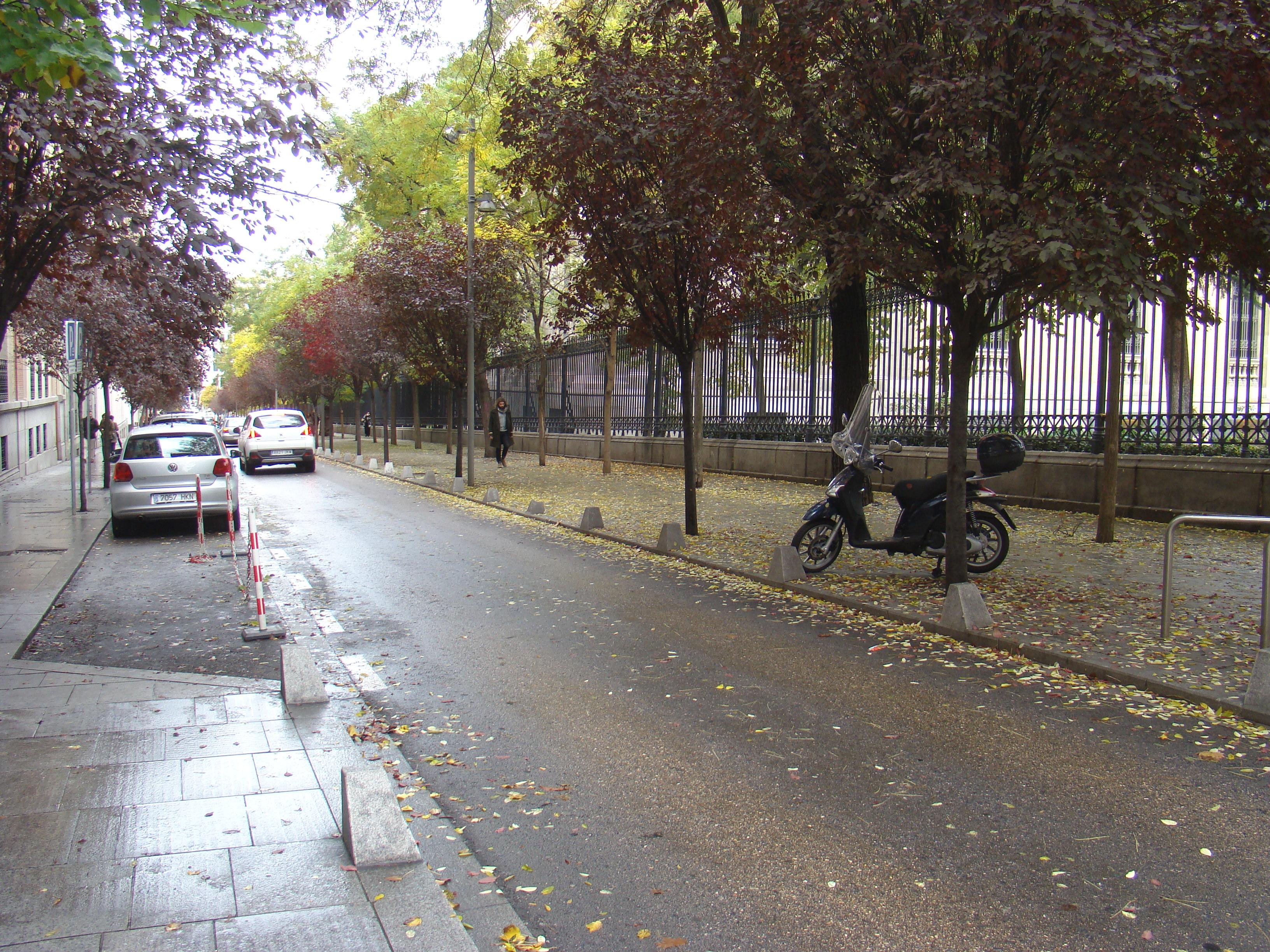
Núms. 1-3 (verjas de la Biblioteca Nacional)